# Этельверд (король Хвикке)
Этельверд (англ. Æthelweard) был королём Хвикке- англосаксонского королевства, занимавшего земли на территории, которая позже стала Глостерширом и Вустерширом. Он правил совместно со своими предполагаемыми братьями Этельхардом, Этельбертом и Этельриком. Вполне вероятно, что все они были сыновьями Осхера, хотя его родство в отношении Этельхарда и Этельберта прямо не указано в сохранившихся документах.
В 692 году вместе с Этельхардом он выдал хартию аббатисе Кутсвите, а также засвидетельствовал хартию Этельреда I, короля Мерсии вместе с Этельхардом, Этельбертом и Этельриком. В 693 году четверо братьев засвидетельствовали хартию, выданную их отцом Осхером.
В 706 году он пожаловал землю епископу Экгвайну. В этой хартии Этельверд именуется subregulus, Osheri quondam regis Wicciorum filius ("подназначенный король Осхер, сын бывшего короля Хвикке").
Возможно, Этервельд II, в 716 или 717 году был свидетелем хартии, изданной Этельбальдом, королем Мерсии.